# 524 v.Chr.

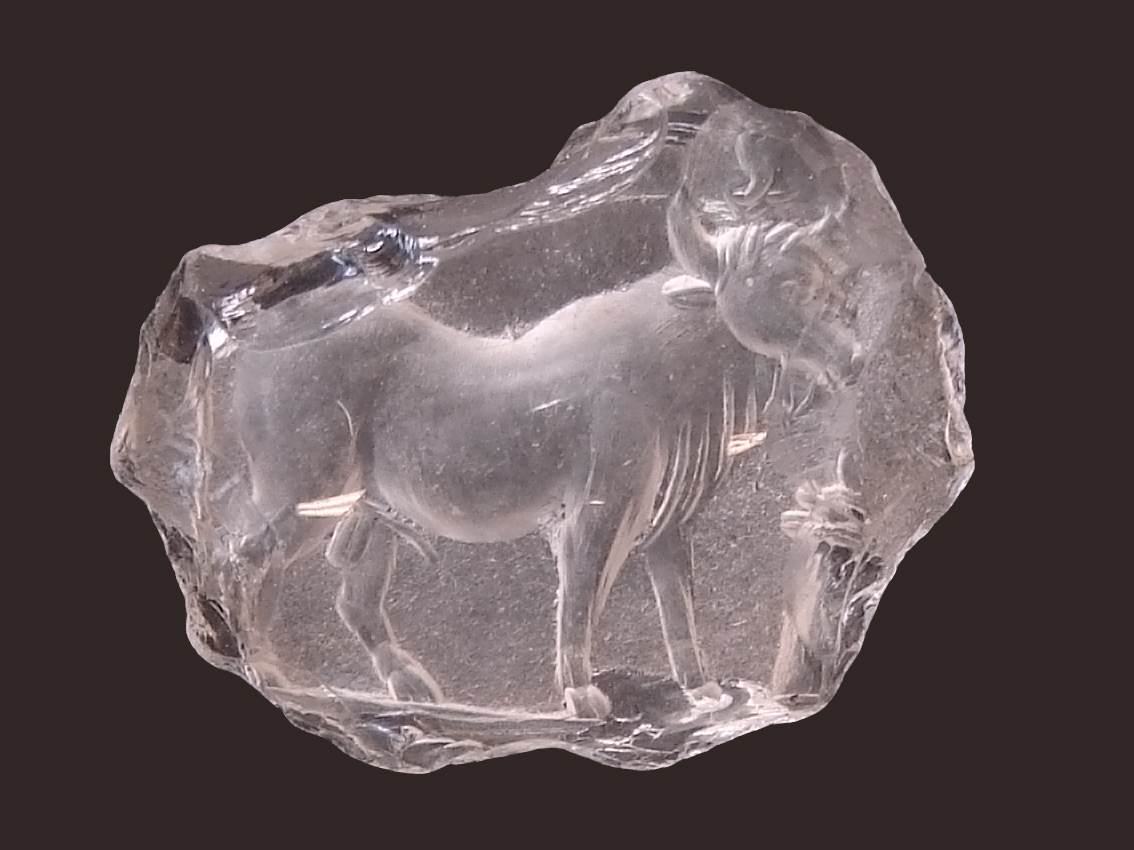
De Apis-stier

Het jaar 524 v.Chr. is een jaartal in de 6e eeuw v.Chr. volgens de christelijke jaartelling.

## Gebeurtenissen

### Egypte
- Koning Cambyses II stuurt een Perzisch expeditieleger van 50.000 man het binnenland in om de Siwa-oase (Oase van Amon) te veroveren.
- Cambyses II begint een veldtocht tegen Koesj, onderweg langs de Nijl raken de voorraden uitgeput en de Perzen moeten terugkeren.
- In Memphis doodt Cambyses II bij een feest van de inwijding de Apis-stier, hij laat priesters geselen en godenbeelden in de tempel van Ptah vernielen.

### Italië
- Er breekt een geschil uit tussen de Etrusken en de bewoners van Cumae over de beheersing van de Tyrreense Zee.

### Griekenland
- Miltiades wordt tiran van de Atheense kolonie de Thracische Chersonesos en laat verdedigingswerken aanleggen.

## Geboren
- Themistocles (524 v.Chr. - 462 v.Chr.), Atheens staatsman en vlootvoogd

## Overleden
- De Apis-stier van Egypte